# Feylinia
Genre
Synonymes
- Chabanaudia de Witte & Laurent, 1943

Feylinia est un genre de sauriens de la famille des Scincidae.

## Répartition
Les six espèces de ce genre se rencontrent dans le Centre de l'Afrique.

## Liste des espèces
Selon The Reptile Database (27 mars 2015) :
- Feylinia boulengeri (Chabanaud, 1917)
- Feylinia currori Gray, 1845
- Feylinia elegans (Hallowell, 1854)
- Feylinia grandisquamis Müller, 1910
- Feylinia macrolepis Boettger, 1887
- Feylinia polylepis Bocage, 1887

## Publication originale
- Gray, 1845 : Catalogue of the specimens of lizards in the collection of the British Museum, p. 1-289 (texte intégral).